# Warburgiella circinata
Warburgiella circinata är en bladmossart som beskrevs av Hugh Neville Dixon 1941. Warburgiella circinata ingår i släktet Warburgiella och familjen Sematophyllaceae. Inga underarter finns listade i Catalogue of Life.